# Rasmus Tiller
Rasmus Fossum Tiller (* 28. Juli 1996 in Trondheim) ist ein norwegischer Radrennfahrer.

## Sportlicher Werdegang
Als Junior startete Tiller international für die norwegische Nationalmannschaft, ohne jedoch zählbare Erfolge zu erzielen. Nach dem Wechsel in die U23 bekam er in der Saison 2016 die Möglichkeit, als Stagiaire für das damalige Team Ringeriks-Kraft bei der Tour des Fjords und dem Arctic Race of Norway zu fahren. Zur Saison 2017 wurde er jedoch Mitglied im UCI Continental Team Joker Ipocal, bei dem er bis 2018 blieb. In dieser Zeit wurde er Norwegischer Meister im Straßenrennen der Elite und gewann den Prolog des Grand Prix Priessnitz spa.
Zur Saison 2019 wurde Tiller Profi beim damaligen UCI WorldTeam Dimension Data. Mit der Vuelta a España 2019 nahm er erstmals an einer Grand Tour teil und beendete diese auf Platz 130 in der Gesamtwertung.
Nach zwei Jahren ohne zählbare Erfolge wechselte Tiller zur Saison 2021 zum Uno-X Pro Cycling Team. Bei den Dwars door het Hageland 2021 erzielte er seinen ersten Sieg als Profi. 2022 wurde er zum zweiten Mal nationaler Meister im Straßenrennen. Nach einem Jahr ohne internationale Siege war er 2023 mit Dwars door het Hageland und der siebten Etappe der Tour of Britain bei zwei Rennen der UCI ProSeries erfolgreich.

## Erfolge
2017
- Norwegischer Meister – Straßenrennen

2018
- Prolog Grand Prix Priessnitz spa

2021
- Dwars door het Hageland

2022
- Norwegischer Meister – Straßenrennen

2023
- Dwars door het Hageland
- eine Etappe Tour of Britain

## Grand-Tour-Platzierungen
| Grand Tour            | 2019 | 2020 | 2021 | 2022 | 2023 | 2024 |
| --------------------- | ---- | ---- | ---- | ---- | ---- | ---- |
| Giro d’ItaliaGiro     | –    | –    | –    | –    | –    | –    |
| Tour de FranceTour    | –    | –    | –    | –    | 108  | 105  |
| Vuelta a EspañaVuelta | 130  | –    | –    | –    | –    | –    |